# Église de Langinkoski
L'église de Langinkoski (finnois : Langinkosken kirkko) est une église construite dans le quartier de Metsola  à Kotka en Finlande. 

## Description
L'église conçue par l'architecte Anders-Olof Bengts.

## Galerie

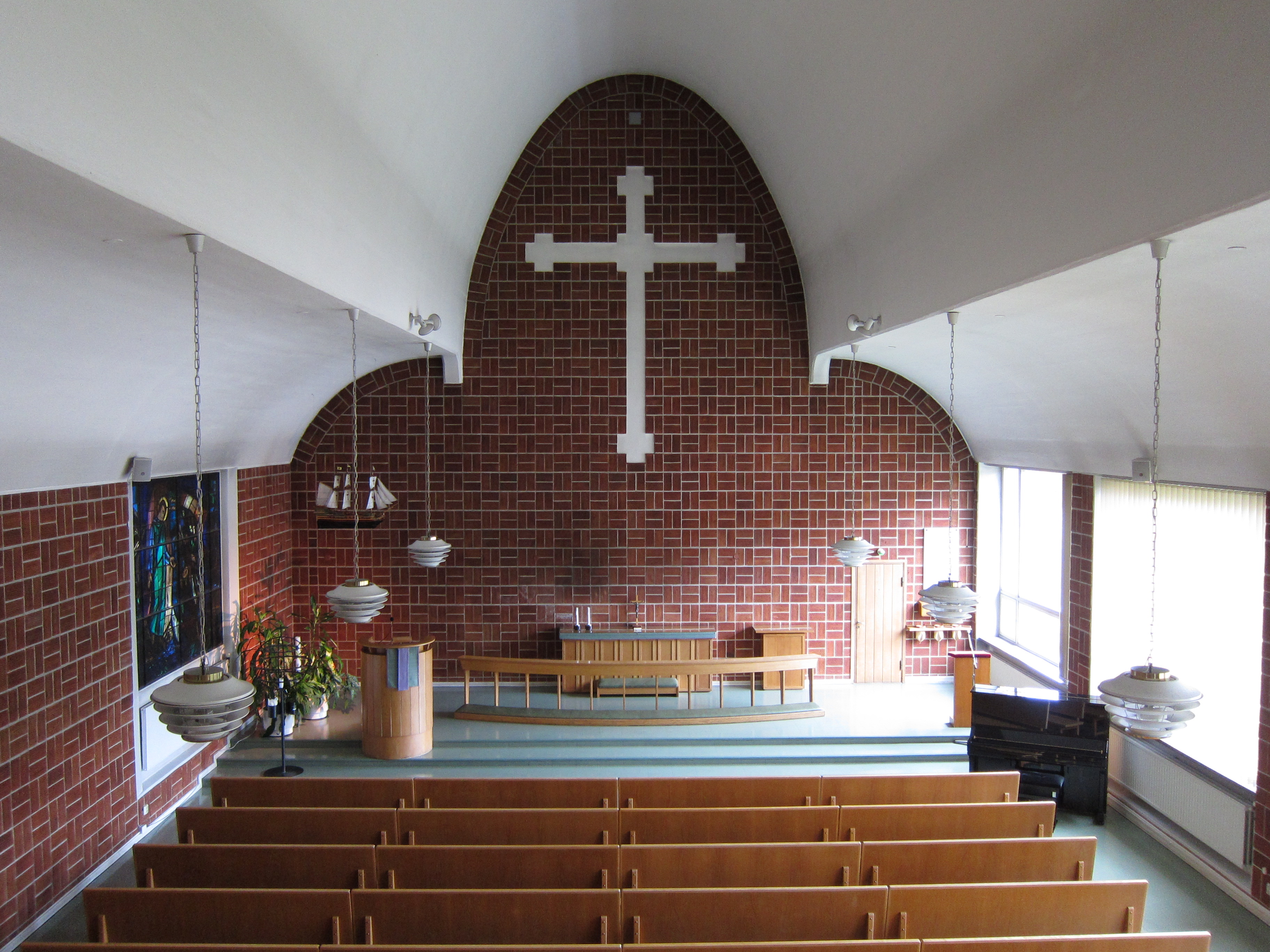
Intérieur de l'église.